# Mount Ayr (Indiana)
Mount Ayr – miasto w Stanach Zjednoczonych, w stanie Indiana, w hrabstwie Newton.